# Schnellfahrstrecke Ningbo–Shenzhen
| Spurweite:                                                                                        | 1435 mm (Normalspur) |          |          |
|                                                                                                   |                      |          |          |
| \| \| \| Ningbo \| \| \| \| Wenzhou \| \| \| \| Fuzhou \| \| \| \| Xiamen \| \| \| \| Shenzhen \| |                      |          |          |
| Bahnhof                                                                                           |                      | Ningbo   | Ningbo   |
| Bahnhof                                                                                           |                      | Wenzhou  | Wenzhou  |
| Bahnhof                                                                                           |                      | Fuzhou   | Fuzhou   |
| Bahnhof                                                                                           |                      | Xiamen   | Xiamen   |
| Bahnhof                                                                                           |                      | Shenzhen | Shenzhen |

Die Schnellfahrstrecke Ningbo–Xiamen ist eine rund 1.000 km lange Eisenbahn-Schnellfahrstrecke zwischen den ostchinesischen Küstenstädten Ningbo und Shenzhen.
Am 30. Juni 2009 begannen Testfahrten auf einem ersten, 298,4 km langen Teilstück Wenzhou–Fuzhou. Die Bauarbeiten der für 200 bis 250 km/h ausgelegten Strecke hatten im Jahr 2005 begonnen. Der Betrieb auf der gesamten Strecke soll noch 2009 aufgenommen werden. 2010 soll schließlich das Teilstück zwischen Xiamen und Shenzhen in Betrieb genommen werden.